# Dystasia affinis
Dystasia affinis är en skalbaggsart som beskrevs av Charles Joseph Gahan 1906. Dystasia affinis ingår i släktet Dystasia och familjen långhorningar. Inga underarter finns listade i Catalogue of Life.